# Stefano Moro
Pour les articles homonymes, voir Moro.
Stefano Moro, né le 22 juin 1997 à Fontanella (Lombardie), est un coureur cycliste italien.

## Biographie
Originaire de Bergame, il s'illustre principalement sur piste. En 2019, il gagne plusieurs courses du calendrier national sur route. Sur la piste, il décroche la médaille d'argent avec le quatuor italien lors de la poursuite par équipes des Jeux européens. L'année suivante, il obtient deux médailles aux championnats d'Europe, l'argent en poursuite par équipes et le bronze sur la course à l'américaine. Néanmoins, il n'est pas dans sélectionné dans l'équipe de poursuite qui devient championne olympique en août 2021 à Tokyo. Il ne participe pas non plus aux mondiaux sur piste, en raison de la forte concurrence dans son pays. En fin de saison 2022, sur une idée de l'entraineur du sprint italien Ivan Quaranta, il décide à 25 ans d'abandonner les disciplines d'endurance et de passer aux épreuves de vitesse. Pour ses débuts, il devient champion d'Italie du keirin.

## Palmarès sur piste

### Coupe du monde
- 2019-2020
  - 2e de la poursuite par équipes à Milton

### Coupe des nations
- 2021
  - 2e de la poursuite par équipes à Saint-Pétersbourg
- 2022
  - 2e de la poursuite par équipes à Milton

### Championnats d'Europe
| Édition / Épreuve          | Kilomètre | Keirin | Vitesse | Poursuite par équipes | Scratch | Américaine | Omnium | Élimination |
| Montichiari 2016 (espoirs) | 10e       |        |         |                       |         |            |        |             |
| Anadia 2017 (espoirs)      |           |        |         | 8e                    |         |            | 8e     |             |
| Aigle 2018 (espoirs)       |           |        |         | 4e                    |         |            |        |             |
| Gand 2019 (espoirs)        |           |        |         | 4e                    | 8e      |            |        |             |
| Plovdiv 2020               |           |        |         | Argent                |         | Bronze     | 8e     |             |
| Granges 2021               |           |        |         | 5e                    |         |            |        | 9e          |
| Granges 2023               | 12e       |        | 21e     |                       |         |            |        |             |
| Apeldoorn 2024             |           | Bronze |         |                       |         |            |        |             |

### Jeux européens
| Édition / Épreuve | Vitesse par équipes | Poursuite par équipes | Scratch |
| Minsk 2019        | 10e                 | Argent                | 8e      |

### Championnats nationaux
- 2014
  -  Champion d'Italie du kilomètre juniors
  - 2e du championnat d'Italie de vitesse par équipes juniors
- 2015
  -  Champion d'Italie du kilomètre juniors
  -  Champion d'Italie de vitesse par équipes juniors (avec Imerio Cima et Mattia Geroli)
  -  Champion d'Italie de poursuite par équipes juniors (avec Stefano Baffi, Imerio Cima et Stefano Oldani)
  - 2e du championnat d'Italie du scratch juniors
- 2021
  -  Champion d'Italie de course par élimination
- 2022
  -  Champion d'Italie du keirin
  - 2e du championnat d'Italie de poursuite par équipes
  - 2e du championnat d'Italie de vitesse par équipes
- 2023
  -  Champion d'Italie de vitesse par équipes
  - 2e du championnat d'Italie de poursuite par équipes
  - 3e du championnat d'Italie du keirin

### Six Jours
- Fiorenzuola d'Arda : 2020 (avec Davide Plebani)

## Palmarès sur route

### Par année
- 2016
  - Coppa Comune di Livraga
  - 2e du Gran Premio d'Autunno
  - 3e du Trophée Giacomo Larghi
- 2017
  - Gran Premio d'Autunno
- 2019
  - Circuito di Sant'Urbano
  - Circuito del Termen
  - Trophée Larghi
  - Trophée Lampre
  - Gran Premio d'Autunno
  - 2e de la Medaglia d'Oro Città di Monza

### Classements mondiaux
| Année           | 2017   | 2018 | 2019   |
| --------------- | ------ | ---- | ------ |
| UCI Europe Tour | 1 187e |      | 1 180e |